# Ba-Pef
Ba-Pef è una divinità egizia minore nella religione dell'antico Egitto. Il suo nome significa letteralmente "quella Ba", ossia quella anima. 
| G29 | Q3 · I9 |

  Ba-pef 
Ba-Pef è una divinità del mondo dei morti conosciuta sin dal periodo dell'Antico Regno ed è comunemente ritratto come un dio malevolo. Sia durante l'Antico Regno che durante il Medio, il culto del dio era affidato alle regine.
Stando ai riferimenti ad esso che si trovano nei Testi delle piramidi, Ba-Pef aveva un certo numero di seguaci ed era in qualche modo associato con il dolore e l'angoscia spirituale che affliggevano il faraone; il regnante, una volta morto, doveva inoltre passare per la casa di Ba-Pef, dove regnavano dolore e sofferenza.
Nella màstaba di Meresankh III è stata rinvenuta un'iscrizione che fa ritenere che questa regina della IV dinastia fosse una sacerdotessa del dio Ba-Pef.